# 안곡초등학교
안곡초등학교는 대한민국 경기도 고양시 일산동구에 있는 공립 초등학교이다.

## 학교 연혁
- 2003년 9월 1일 초대 최영분 교장 취임
- 2003년 9월 15일 개교
- 2003년 11월 1일 개교식 거행
- 2005년 9월 1일 제2대 신순임 교장 취임
- 2008년 3월 1일 병설유치원 2학급 편성
- 2011년 3월 1일 제3대 최종경 교장 취임
- 2015년 3월 1일 제4대 이강준 교장 취임
- 2015년 3월 1일 28학급 편성
- 2016년 2월 12일 제13회 졸업식(졸업생 수 139명)